# Горішньослобідська сільська рада
Горішньослобідська́ сільська́ ра́да — адміністративно-територіальна одиниця та орган місцевого самоврядування в Монастириському районі Тернопільської області. Адміністративний центр — село Горішня Слобідка.

## Загальні відомості
Горішньослобідська сільська рада утворена в 1940 році.
- Територія ради: 3,952 км²
- Населення ради: 1 009 осіб (станом на 2001 рік)
- Територією ради протікає річка Коропець

## Населені пункти
Сільській раді були підпорядковані населені пункти:
- с. Горішня Слобідка
- с. Нова Гута
- с. Рідколісся

## Склад ради
Рада складалася з 16 депутатів та голови.
- Голова ради:
- Секретар ради: Парубоча Оксана Володимирівна

### Керівний склад попередніх скликань
| Прізвище, ім'я, по батькові  | Основні відомості                                                 | Дата обрання | Дата звільнення |
| ---------------------------- | ----------------------------------------------------------------- | ------------ | --------------- |
| Старик Богдан Васильович     | Сільський голова, 1956 року народження, безпартійний              | 26.03.2006   | 31.10.2010      |
| Аншиц Олександр Геннадійович | Сільський голова, 1970 року народження, освіта вища, безпартійний | 31.10.2010   | 28.02.2013      |
| Старик Богдан Васильович     | Сільський голова, 1956 року народження, освіта вища, безпартійний | 15.12.2013   | 21.05.2014      |

Примітка: таблиця складена за даними сайту Верховної Ради України

### Депутати
За результатами місцевих виборів 2010 року депутатами ради стали:

#### За суб'єктами висування
| Суб'єкт висування | Кількість обраних депутатів | %   |
| ----------------- | --------------------------- | --- |
| Самовисування     | 16                          | 100 |

#### За округами
| № округу | Прізвище, ім'я, по батькові   | Дата визнання обраним | Освіта             | Партійна приналежність | Відомості про обраного депутата                                                           |
| -------- | ----------------------------- | --------------------- | ------------------ | ---------------------- | ----------------------------------------------------------------------------------------- |
| 1        | Вдовин Степан Васильович      | 02.11.2010            | середня            | позапартійний          | тимчасово не працює                                                                       |
| 2        | Било Володимир Василльович    | 02.11.2010            | середня            | позапартійний          | Горішньослобідська загальноосвітня школа І-ІІ ст., кочегар                                |
| 3        | Головачук Оксана Євгенівна    | 02.11.2010            | вища               | позапартійна           | Горішньослобідська загальноосвітня школа І-ІІ ст., вчитель української мови та літератури |
| 4        | Пізнюк Віра Орестівна         | 02.11.2010            | вища               | позапартійна           | Горішньослобідська загальноосвітня школа І-ІІ ст., вчитель початкових класів              |
| 5        | Демків Марія Львівна          | 02.11.2010            | вища               | позапартійна           | Горішньослобідська сільська рада, головний бухгалтер                                      |
| 6        | Капеняк Володимир Богданович  | 02.11.2010            | вища               | позапартійний          | Управління праці та соціального захисту населення РДА, бухгалтер                          |
| 7        | Костик Микола Іванович        | 02.11.2010            | середня            | позапартійний          | тимчасово не працює                                                                       |
| 8        | Андрусів Микола Леонович      | 02.11.2010            | вища               | позапартійний          | тимчасово не працює                                                                       |
| 9        | Парацій Василь Володимирович  | 02.11.2010            | середня            | позапартійний          | Івано-Франківський державний коледж технології та бізнесу, студент                        |
| 10       | Парацій Олександр Іванович    | 02.11.2010            | вища               | позапартійний          | Тернопільський національний технічний університет ім. І. Пулюя, студент                   |
| 11       | Парубоча Оксана Володимирівна | 02.11.2010            | вища               | позапартійна           | Горішньослобідська сільська рада, секретар                                                |
| 12       | Качан Ярослав Васильович      | 02.11.2010            | вища               | позапартійний          | Івано-Франківський НТУНГ, студент                                                         |
| 13       | Глива Степан Петрович         | 02.11.2010            | середня спеціальна | позапартійний          | тимчасово не працює                                                                       |
| 14       | Курило Петро Петрович         | 02.11.2010            | вища               | позапартійний          | Чортківський педагогічний інститут, студент                                               |
| 15       | Лига Ігор Михайлович          | 02.11.2010            | вища               | позапартійний          | тимчасово не працює                                                                       |
| 16       | Кец Василь Іванович           | 02.11.2010            | середня            | позапартійний          | Сільський клуб с. Рідколісся, завідувач клубом                                            |